# Diana Reyes
Diana Reyes, född 3 februari 1993 i Caguas, Puerto Rico, USA, är en volleybollspelare (center). 
Med Puerto Ricos landslag har hon deltagit i bl.a. VM, OS och nordamerikanska mästerskapet. Hon har spelat med klubbar i Puerto Rico, Peru och Egypten.